# Sveti Križ Začretje
Sveti Križ Začretje est un village et une municipalité située dans le comitat de Krapina-Zagorje, en Croatie. Au recensement de 2001, la municipalité comptait 6 619 habitants, dont 99,26 % de Croates et le village seul comptait 868 habitants.

## Localités
La municipalité de Sveti Križ Začretje compte 19 localités :
| - Brezova - Ciglenica Zagorska - Donja Pačetina - Dukovec - Galovec Začretski - Klupci Začretski - Komor Začretski - Kotarice - Kozjak Začretski - Mirkovec | - Pustodol Začretski - Sekirišće - Sveti Križ Začretje - Temovec - Vrankovec - Završje Začretsko - Zleć - Štrucljevo - Švaljkovec |